# Altenbüren
Altenbüren is een plaats in de Duitse gemeente Brilon, deelstaat Noordrijn-Westfalen, en telt 1.418 inwoners (2007).

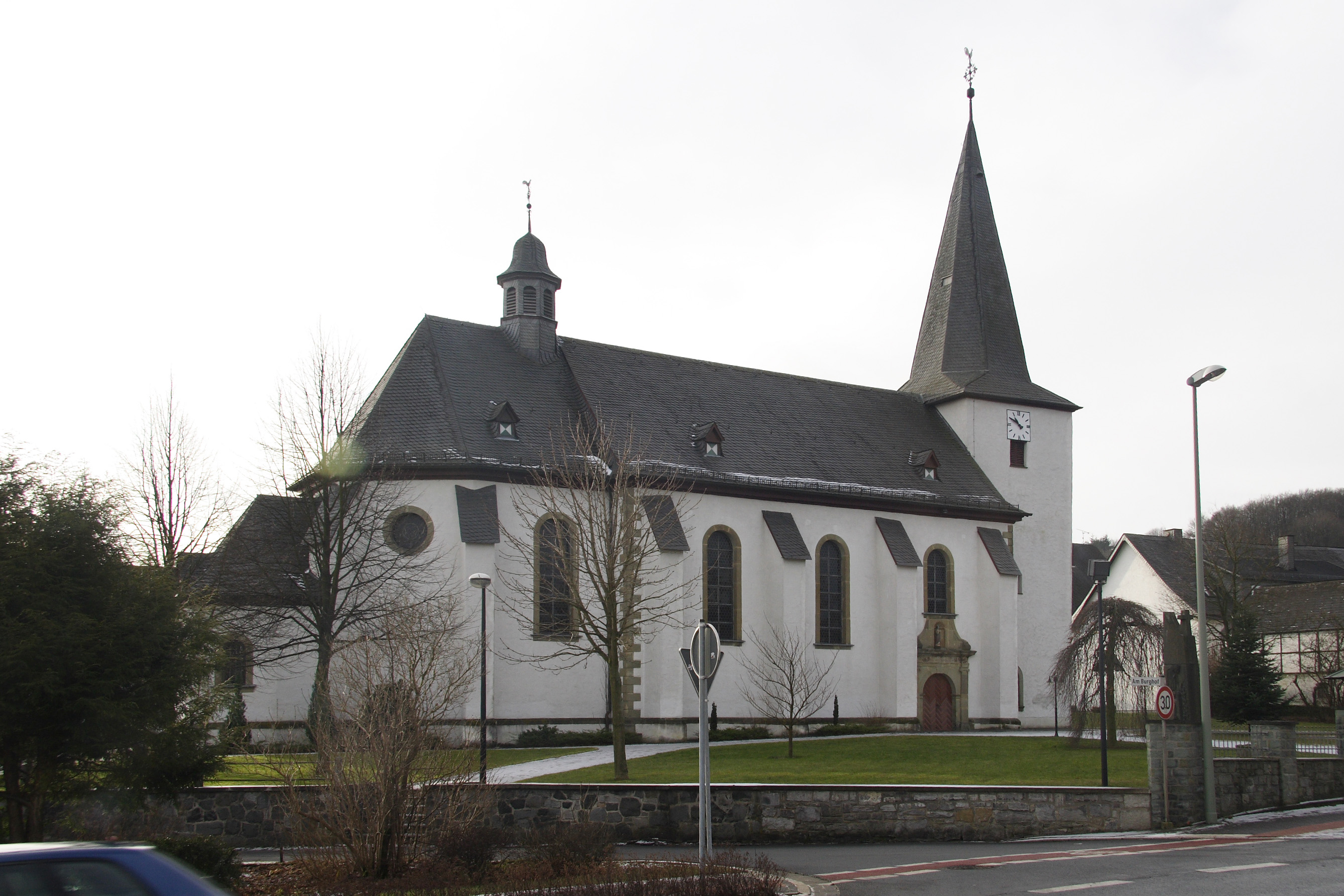
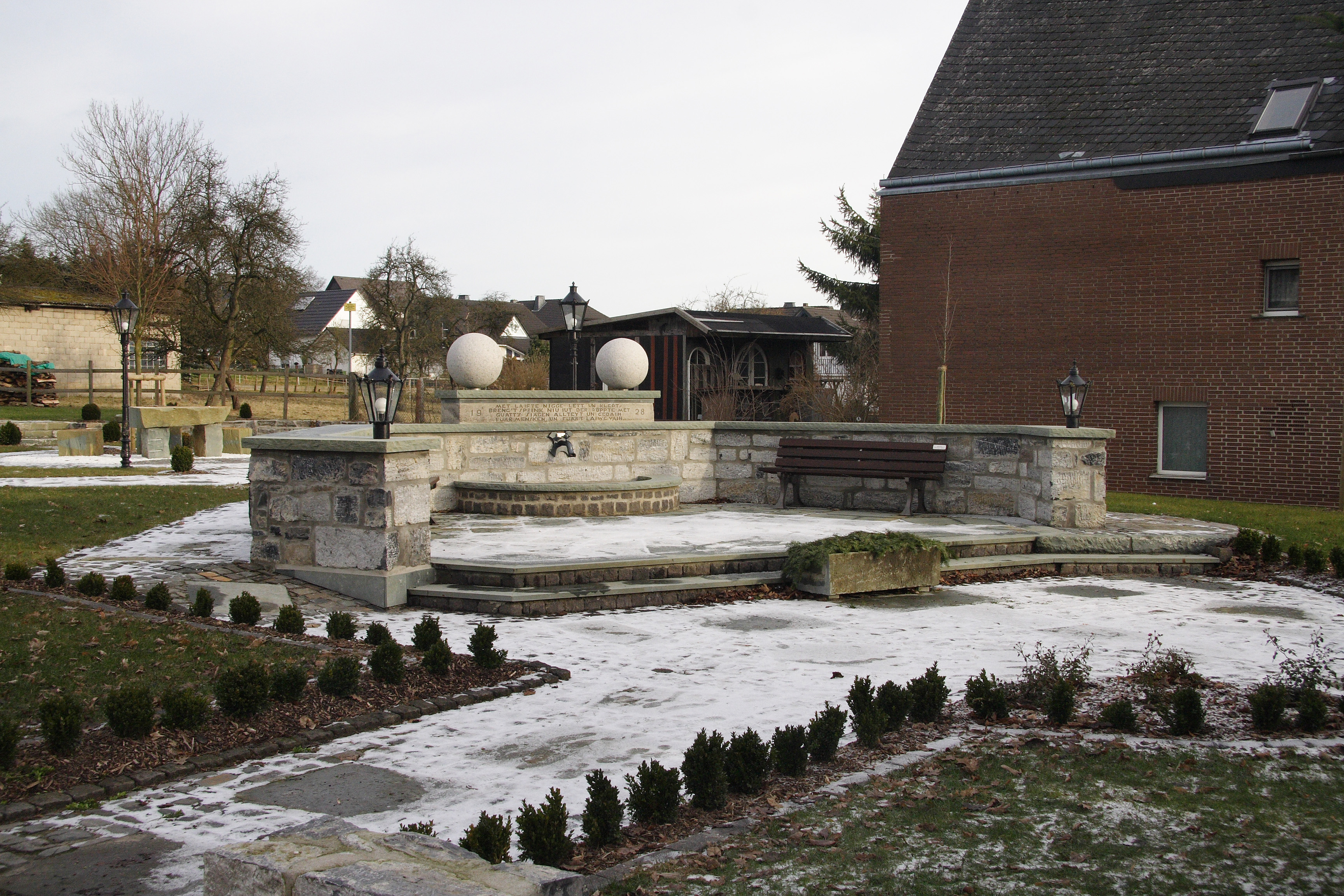
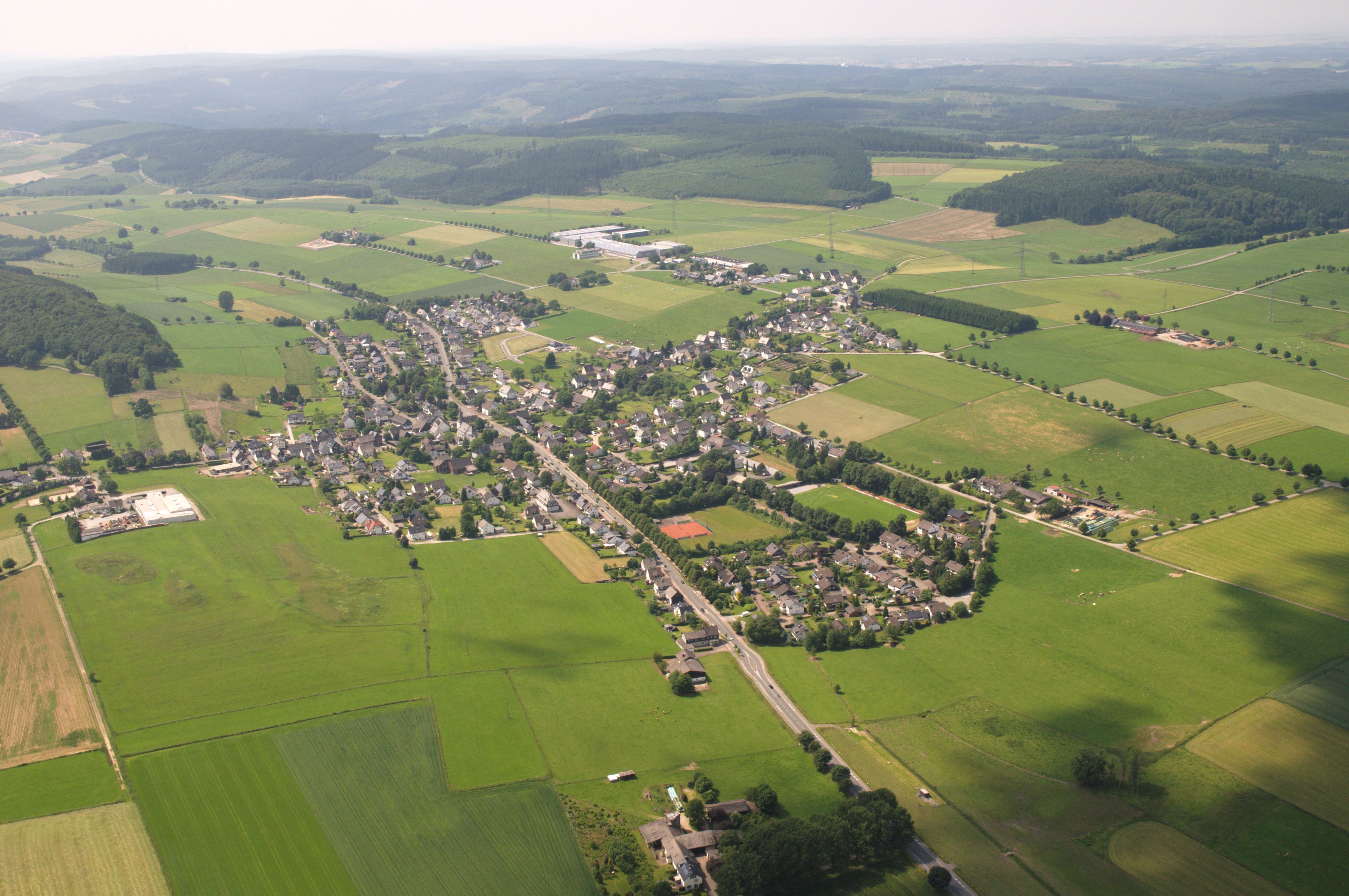